# Schloss Blaibach

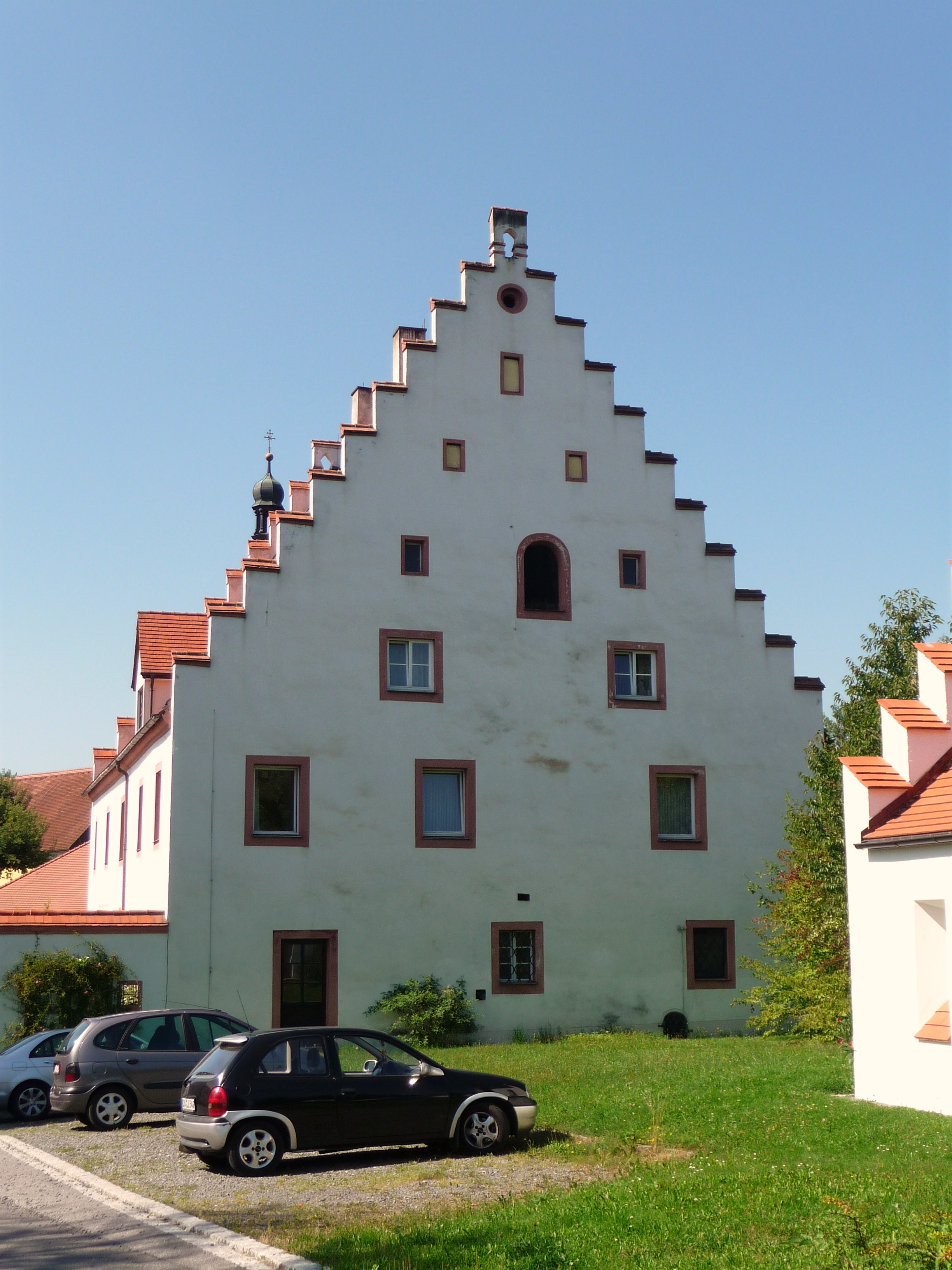
Schloss Blaibach (2009)

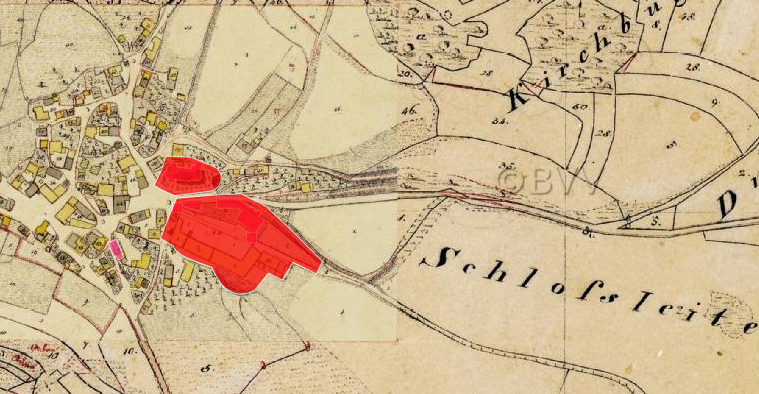
Lageplan des Schlosses Blaibach auf dem Urkataster von Bayern

Das Schloss Blaibach befindet sich in der gleichnamigen Oberpfälzer Gemeinde Blaibach im Landkreis Cham von Bayern (Kirchplatz 10). Die Anlage ist unter der Aktennummer D-3-72-115-3 als Baudenkmal verzeichnet. „Archäologische Befunde des Mittelalters und der frühen Neuzeit im Bereich des ehem. Schlosses von Blaibach“ werden zudem als Bodendenkmal unter der Aktennummer D-3-6842-0023 geführt.

## Geschichte

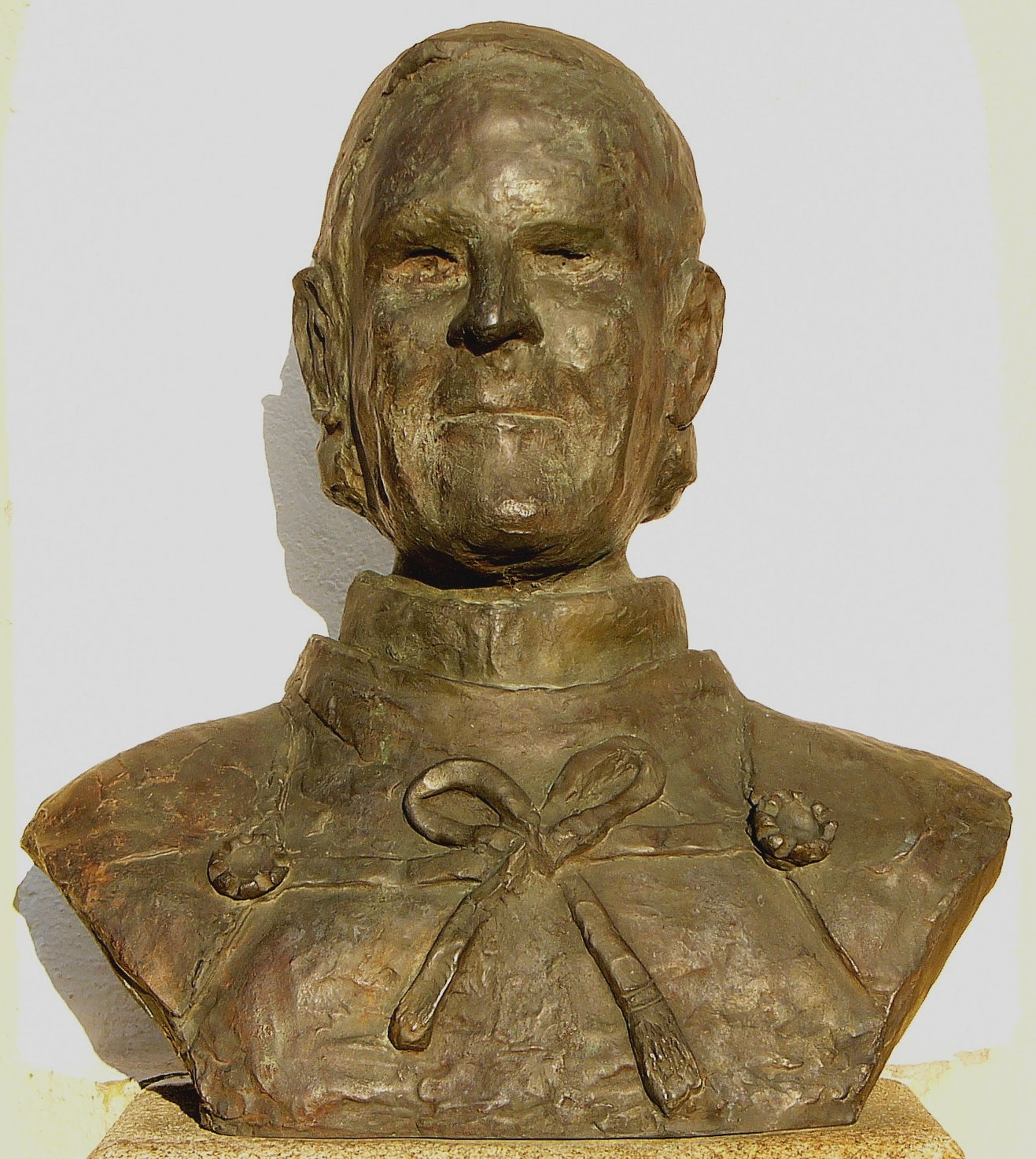
Konrad der Nussberger (Büste am alten Rathaus in Viechtach)

Das Kloster Reichenbach hat um 1182 das curtum Plaichpach als Schenkung erhalten; dies ist die erste urkundlich bezeugte Erwähnung des Ortes. Auch ein Heinrich von Ramsberg schenkte 1293 ein Gut an das Kloster. Ulrich der Chamerauer zum Haidstein tauscht von diesem Kloster Güter zu Blaibach und einen Hof zu Pulling. Ansonst scheinen die Besitzverhältnisse zersplittert gewesen zu sein. Erstmals 1370 wird Dietreich der Götlinger von Playpach erwähnt, d. h. ab da ist in Blaibach ein Adelssitz gesichert. 1373 nennen sich die Brüder Hans, Michel und Friedrich die Götlinger von Playpach. 1401 ist Albrecht Sattelbogen hier bezeugt. 1416 verkaufte Konrad der Nußberger zu Kollnburg das Dorf Blaibach, das er von dem verstorbenen Peter Chamerauer erworben hatte, wieder an die Brüder Peter und Ulrich die Chamerauer. Am 4. März 1494 bestätigte Herzog Albrecht dem Mathes Praeckendorfer den Besitz der Hofmark Blaibach. Endres von Lambach auf Blaibach und seine Hausfrau Margarethe, eine geborene von Praekendorf, verschrieben sie 1574 ihrem Schwager Albrecht Notthafft von Altransberg eine jährliche Gült aus ihrer Hofmark Blaibach. Am 22. Januar 1579 verkauften die Kuratoren über den Nachlass des Endres von Lambach Hofmark, Burgstall und Pfarrkirche an Jeremias Notthafft von Altrandsberg gegen sein Guthaben auf der Hofmark und für die Entrichtung einer Geldsumme an Wolf von Praeckendorf zu Furth, womit alle Schulden abgelöst waren. 1582 erwarb Jeremias von Rosina von Stauf, geborener von Nußdorf, die benachbarte Hofmark Grub und nannte sich fortan auf Grueb vnd Plaibach. Er starb 1605 in Grub und wurde in Chammünster bestattet.
Wolf Albrecht Notthafft verkaufte am 22. Juni 1611 die Hofmark an Christoph Wieninger zu Wiesing. 1616 ertauschte er von Alexander Notthafft von Weißenstein' gegen die Hofmark Grub das Schloss Hillstett. Alexander Notthaffts Sohn Hans Friedrich Engelhard († 1663), kurbayerischer Rentmeister in Amberg, verehelichte sich mit Sara Genovefa Wieninger, wodurch die beiden Hofmarken Grub und Blaibach wieder vereint wurden. In seinem 1659 errichteten Testament setzte er seine Gemahlin als Alleinerbin ein. Die kinderlos gebliebene Sara Genovefa Nothafft, geborene Wieninger von Blaibach und Witwe des Hans Friedrich Engelhard Nothafft zu Grub, Talersdorf und Reitenstein, vermachte 1674 die Hofmark testamentarisch dem Johann Ernst Pelkofer zu Stachesried.
1741 ging Blaibach wieder an die Nothafft von Weißenstein über. Johann Joseph Anton Cajetan Notthafft Freiherr von Weißenstein hatte damals die Hofmark aus dem Besitz des Maximilian Freiherrn von Pelkofen an sich gebracht. Zu den Pertinenzen von Blaibach gehörte auch Plarnhof, seit 1494 in der Hand der Praeckendorfer, und Pulling, seit 1499 als Zubehör beglaubigt. 1821 wurde den Notthaffts die Bildung eines Patrimonialgerichts I. Klasse zu Runding gestattet, dem auch Blaibach eingegliedert wurde.
Die Nothafftschen Güter wurden 1829 vom Staat angekauft und die Gerichtsbarkeit wurde auf das Landgericht Kötzting übertragen. 1832 veräußerte der Staat die vormals Notthafftschen Besitzungen zu Blaibach, Runding und Lichtenegg an den Hofbankier Jakob von Hirsch in München. Im selben Jahr erwarb der Bräuer Johann Wittmann zu Blaibach das Schloss. 1867 wurde ein Übergabevertrag zwischen den Eheleuten Josef und Anna Pfeffer an ihre Tochter Anna und deren Verlobten Wolfgang Rösch beurkundet. 1935 wurde das Anwesen an Josef Rösch († 16. April 1984), übergeben; der Besitz liegt bis heute in den Händen seiner Familie. 1957 brannten die um 1670 entstandenen Wirtschaftsgebäude ab. An ihrer Stelle steht heute ein modern eingerichtetes „Bettenhaus“. Das Schloss wird heute als Gasthof genutzt.

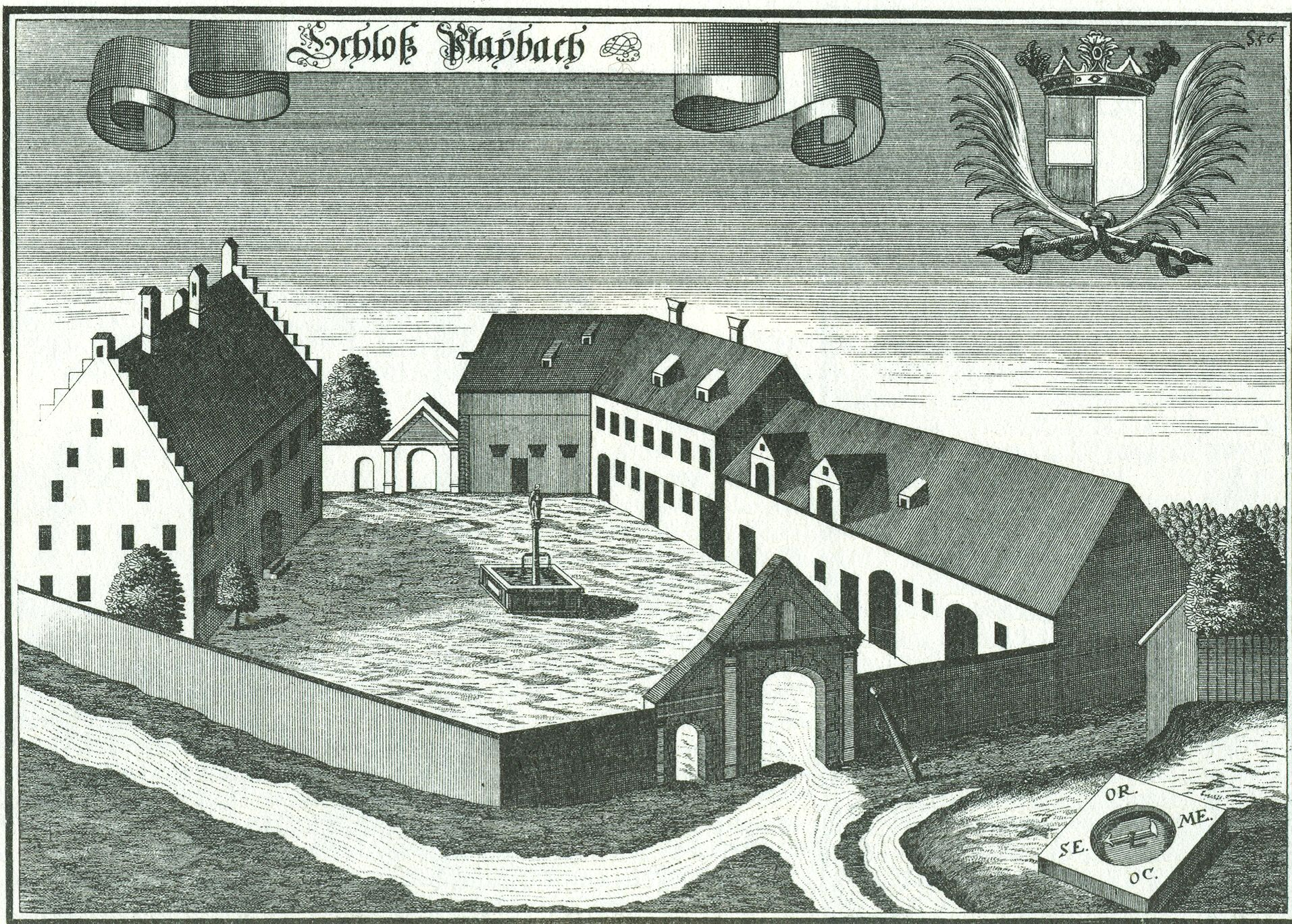
Schloss Blaibach nach einem Stich von Michael Wening von 1721

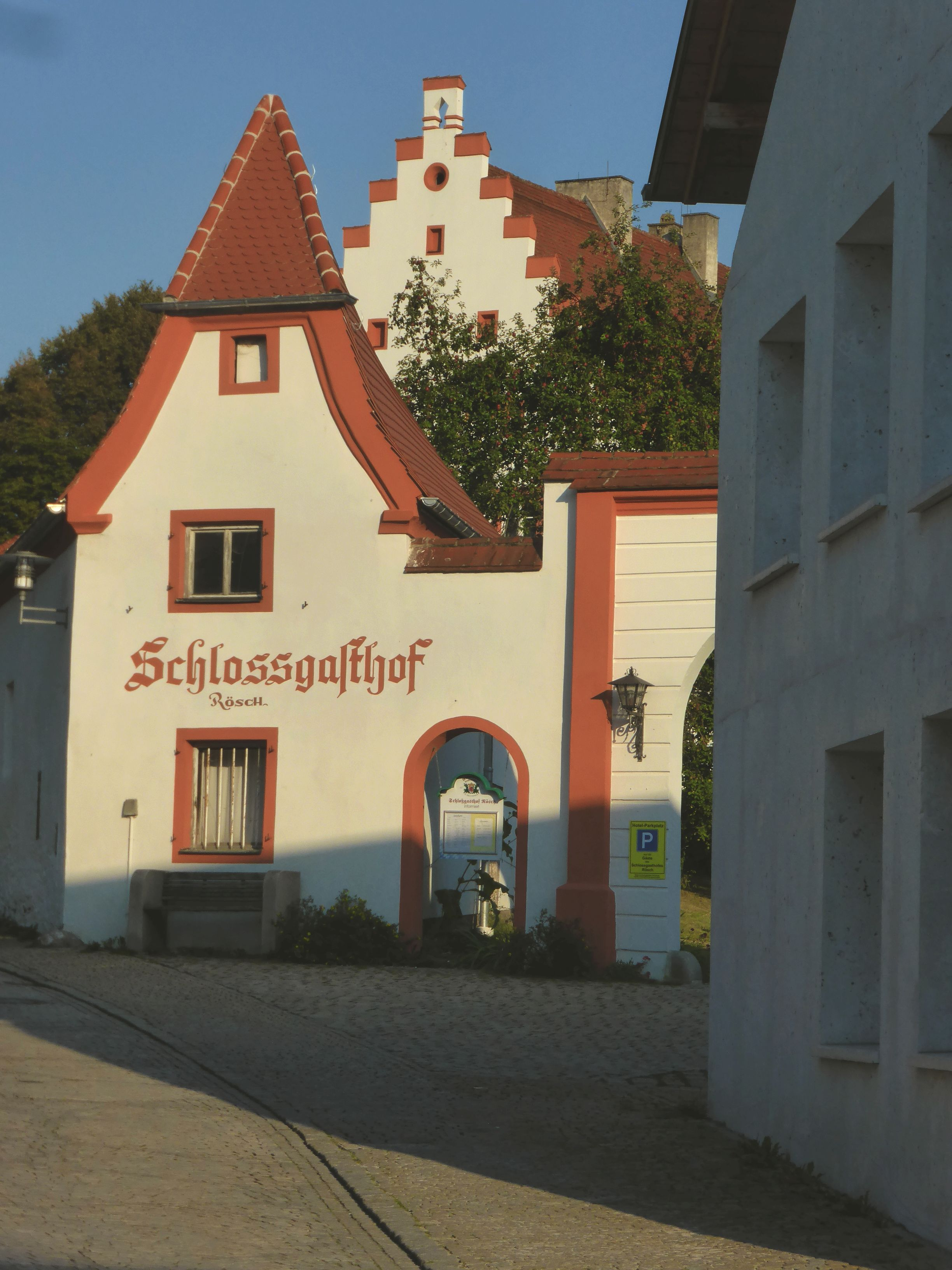
Eingangstorhaus zum Schloss Blaibach

## Schloss Blaibach
Schloss Blaibach wurde in seiner heutigen Form größtenteils 1604/1605 durch Wolf Albrecht Notthafft von Wernberg erbaut. Die Nebengebäude wurden laut der Giebelaufschrift auf der Nordwand des östlichen Brauereigebäudes 1679 errichtet.
Der Stich von Michael Wening von 1721 zeigt das Schloss so, wie es Großteils auch heute noch erscheint. Es ist ein zweigeschossiges Gebäude mit einem Treppengiebel. In einer rhomboiden Anordnung reihen sich an den Herrenbau die Wirtschaftsgebäude an. Eine Mauer schließt die Lücke zwischen den Gebäuden.
Das denkmalgeschützte Objekt ist ein zweigeschossiger und traufständiger Steilsatteldachbau. Dazu gehört ein eingeschossiger und traufständiger Satteldachbau mit abgewalmtem Westgiebel aus dem 17. und 18. Jahrhundert. Erwähnenswert ist eine rustizierte mit Pilasterrahmung versehene Rundbogendurchfahrt mit einer Fußgängerpforte, ebenfalls aus dem 17. und 18. Jahrhundert.